# Strasbourg
Strasbourg (în germană Straßburg, uneori scris Strassburg, în dialectul german alsacian Strossburi sau Schdroosburi) este un oraș în Franța, prefectura departamentului Bas-Rhin, capitala Alsaciei și a regiunii Grand Est. Are o populație de peste 360.000 locuitori, se află pe malul stâng al fluviului Rin și este traversat de un afluent al acestuia, Ill. Strasbourg este sediul Parlamentului European.

## Nume
Termen de origine mixtă, latină și germanică, acesta însemna „orașul (de la intersecția) străzilor”, "strasse" fiind un termen provenit (ca și engl. "street" sau românescul "strada") din latinescul (via) "strata", care desemna un drum pavat format din întinderea unui strat superficial de piatră, în timp ce "burgus" este un termen latin (din Antichitatea târzie și Epoca medievală) împrumutat din vocabularul germanic, care însemna inițial "castel" și mai târziu "sat". În limba română se folosește preponderent forma franceză a numelui, Strasbourg, pronunțat [strasˈbur]. Forma germană Straßburg sau Strassburg se pronunță [ˈʃtras.burg].

## Istorie
În antichitate cunoscut sub numele de Argentarorum, a fost locuit de gali, apoi a devenit o cetate, în timpul epocii romane. Orașul suferă invaziile barbare (alemani, apoi franci in secolul al V-lea) și își primește numele actual sub ocupația francilor.
De numele orașului este legat primul document al limbii franceze (încă puțin distinctă de latină), un angajament dintre doi nepoți ai lui Carol cel Mare, contra fratelui lor, cunoscut sub numele de Jurămintele de la Strasbourg.
Este încorporat în anul 870 ca oraș episcopal în Sfântul Imperiu Roman, până în secolul al XIV-lea, când devine oraș liber imperial.
În urma păcii de la Westphalia, în 1648, orașul a fost anexat la regatul Franței. În 1792, Rouget de Lisle a compus la Strasbourg, "Cântecul de război al armatei de pe Rin", cunoscut apoi sub numele "La Marseillaise", azi imn de stat. 
În anul 1870, dupa un asediu de 7 săptămâni, orașul este ocupat de Germania și va rămâne sub dominația și influența germană până la sfârșitul Primului Război Mondial.
Re-anexat la Germania în anul 1940 și din nou revenit la Franța, în perioada postbelică, Strasbourg a devenit un centru important al Europei. Numeroase instituții europene sunt reunite aici: Consiliul Europei, Parlamentul European, Comisia și Curtea Europeană a Drepturilor Omului, Comisia Centrală a Navigației pe Rin, Fundația Europeană pentru Știință, Institutul Internațional pentru Drepturile Omului.
De asemenea, Strasbourgul este sediul Școlii Naționale de Administrație (ENA) a Franței.
„Grande île Strasbourg” a fost înscrisă în anul 1988 pe lista patrimoniului cultural mondial UNESCO.

## Monumente istorice
Catedrala Notre-Dame din Strasbourg a fost reconstruită în stil gotic între anii 1176-1439. În interiorul catedralei se află celebrul ceas astronomic.
 Un fenomen optic deosebit poate fi observat la echinocții: Lumina solară care trece printr-o piesă a vitraliului triforiului meridional, formează o pată verde pe amvon.

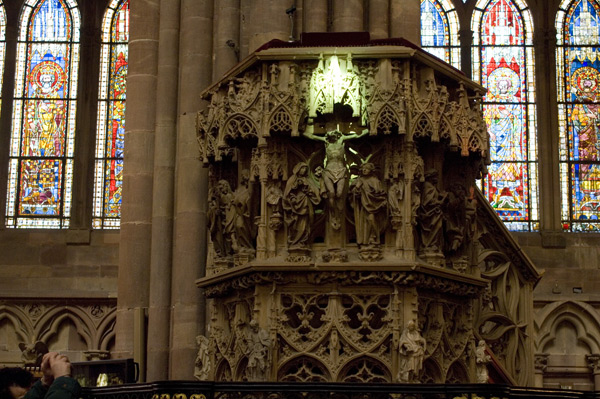
Catedrala din Strasbourg
Raza verde pe porțiunea amvonului care se află deasupra statuii lui Hristos
la 11 h 38, la echinocțiul de primăvară și la 12 h 24, la echinocțiul de toamnă.

Alte monumente importante sunt Biserica Sfântul Toma din Strasbourg⁠(fr)[traduceți] (Thomaskirche), principala biserică protestantă din oraș, Casa Kammerzell din secolul al XV-lea, Palatul Rohan și muzeul de artă modernă.

## Educație
- École nationale supérieure d'informatique pour l'industrie et l'entreprise
- École pour l'informatique et les techniques avancées
- École pour l'informatique et les nouvelles technologies
- EM Strasbourg Business School
- ISEG Marketing & Communicatin School
- ISG Programme Business & Management
- Web@cademie

## Personalități marcante
- Sebastian Brant (1458 - 1521), scriitor german;
- Johann Fischart (1546 - 1590), scriitor german;
- Marie Luise von Degenfeld (1634 - 1677), contesă;
- Christian al III-lea (1674 - 1735), conte palatin de Zweibrücken;
- Caroline de Zweibrücken (1721 - 1774), contesă;
- François Christophe Kellermann (1735 - 1820), general francez;
- Jean Baptiste Kléber (1753 - 1800), general francez;
- Marie Tussaud (1761 - 1850), sculptoriță franceză;
- Ludovic I al Bavariei (1786 - 1868), prinț;
- Charles Frédéric Gerhardt (1816 - 1856), chimist francez;
- Théophile Schuler (1821 - 1878), pictor francez;
- Gustave Doré (1832 - 1883), pictor francez;
- Charles Friedel (1832 - 1899), chimist, mineralog francez;
- Émile Waldteufel (1837 - 1915), pianist, compozitor francez;
- Maria de Battenberg (1852 - 1923), prințesă;
- Charles de Foucauld (1858 - 1916), ofițer, călugăr francez;
- Heinrich Emil Timerding (1873 - 1945), matematician german;
- Hans (Jean) Arp (1886 - 1966), artist plastic;
- Hans Albrecht Bethe (1906 - 2005), fizician american, laureat Nobel;
- Dora Werzberg (1920 - 2020), asistentă franceză;
- Marcel Marceau (1923 - 2007, mim evreu-francez;
- Joseph Daul (n. 1947), om politic francez;
- Arsène Wenger (n. 1949), antrenor francez de fotbal;
- Armando Gonçalves Teixeira (cunoscut ca Petit, n. 1976), fotbalist portughez;
- M. Pokora (n. 1985), cântăreț francez;
- Laura Flippes (n. 1994), handbalistă franceză.